# VV Kloetinge

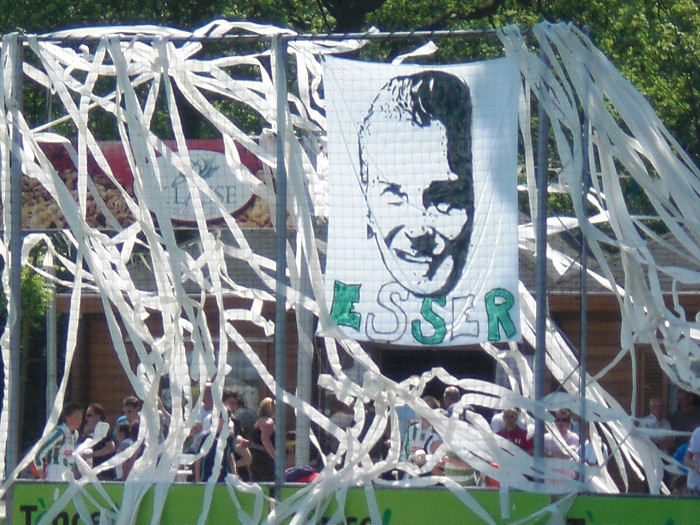
Sfeerbeeld bij VV Kloetinge

VV Kloetinge is een Nederlandse amateurvoetbalvereniging uit Kloetinge, een dorp in de provincie Zeeland. De club speelt op het sportpark Wesselopark en is een bekende naam bij de Nederlandse amateurs, daar het jarenlang in de top van het amateurvoetbal heeft gespeeld.
Na Zeelandia Middelburg is het met ruim duizend leden de grootste voetbalvereniging van Zeeland.

## Geschiedenis
Op 28 november 1931 richtte dominee J.A. Raams de voetbalclub Unitas op. Aanvankelijk werden alleen leden van de christelijke jongerenverenigingen toegelaten. Na het vertrek van Raams in 1935 mocht iedereen lid worden. Op aandringen van de voetbalbond, die vond dat er te veel clubs waren met de naam Unitas, werd de naam in 1938 gewijzigd in Kloetinge. In 1955 werd besloten de clubkleuren te veranderen van blauw-zwart in groen-wit. Begin jaren zestig werd de eerste aanzet gegeven voor een jeugdafdeling.

## Accommodatie
Voor 1952 speelde de club op een terrein aan de Kapelseweg; nadien op het Wesselopark. Hier is een kleine zittribune met 230 zitplaatsen. Gemiddeld trekt een wedstrijd van het eerste team zo'n 400 supporters per thuiswedstrijd. Naast het hoofdveld van Kloetinge telt het Wesselopark nog drie velden. Daarnaast ligt achter een van de doelen van het hoofdveld ligt een inloopveld dat doorloopt tot de andere kant van het sportpark. Twee van de vier velden hebben verlichting. In 2010 werden de bestaande verouderde kleedkamers gesloopt en werd een nieuw clubgebouw gebouwd. Hier zijn naast kleedkamers ook een bestuurskamer en sponsorhome in gevestigd.

## Supporters
Rond de eeuwwisseling stegen de toeschouwersaantallen bij wedstrijden van Kloetinge. In 2001 werd begonnen met een officiële supportersvereniging, The Green White Army, refererend aan de clubkleuren van de club. Onder de naam van de supportersvereniging werden sfeeracties georganiseerd rondom de wedstrijden van de vereniging. Na de degradatie van Kloetinge uit de Hoofdklasse in 2008, nam de animo voor de supportersvereniging geleidelijk af. In 2013 werd door enkele Green White Army-leden en enkele nieuwe gezichten een nieuwe supportersvereniging opgericht, de Kloetinge Fanatics.

## Standaardelftal
Het standaardelftal speelt in het seizoen 2024/2025 in de Derde divisie Zuid.
In de beginjaren speelde Kloetinge een bescheiden rol in het Zeeuwse voetbal. Jarenlang verbleef de club in de Vierde klasse van het zaterdagvoetbal. In die jaren speelde de club ook voor het eerst tegen de latere aartsrivaal HSV Hoek. In het seizoen 1973/74 eindigde Kloetinge als tweede in de Vierde klasse, en via de nacompetitie promoveerde het naar de Derde klasse. In de jaren die volgden ontwikkelde de club zich tot een stabiele middenmoter. In 1987 werd de club voor het eerst kampioen in de Derde klasse. Na twee seizoenen in de Tweede klasse volgde degradatie. In het seizoen 1989/90 werd Kloetinge echter voor de tweede keer kampioen van Derde klasse en promoveerde weer. Kloetinge draaide daar vijf seizoenen bovenin mee, waarna het in 1995 promoveerde naar de Eerste klasse, toen het hoogste amateurniveau. Een jaar later werd de Hoofdklasse ingevoerd als hoogste niveau bij de zaterdagamateurs, de groen-witten konden die stap ook maken. 
In het eerste seizoen in de Hoofdklasse volgde meteen degradatie. In 1997/98 promoveerde de club via de nacompetitie direct weer uit de Eerste klasse naar de Hoofdklasse. Kloetinge wist zich vijf seizoenen te handhaven in de top van het amateurvoetbal; in het seizoen 2001/02 eindigt de club als tweede, de hoogste eindklassering van de Bevelanders ooit. In datzelfde seizoen overleefde Kloetinge de poule fase van de KNVB Beker maar strandde in de tweede ronde door thuis met 1-4 te verliezen van FC Groningen. In het seizoen 2003/04 degradeerde Kloetinge naar de Eerste klasse. In de eerste ronde van de KNVB beker versloeg Kloetinge nog Achilles '29, maar in de tweede ronde strandde het thuis tegen FC Twente. In het seizoen 2004/05, het seizoen na de degradatie, werd Kloetinge, na een beslissingswedstrijd tegen VV Rijsoord, kampioen in 1C. Hierna speelde Kloetinge drie seizoenen in de Hoofdklasse; in 2008 volgde opnieuw een degradatie.
In 2008/09 bereikte Kloetinge voor het eerst in haar geschiedenis de finale van de Districtsbeker (Zuid 1), maar moest haar meerdere erkennen in LRC Leerdam dat tevens kampioen werd in zaterdag 1A. Kloetinge eindigde zelf als derde. In het seizoen daarop eindigde Kloetinge weer als derde en mocht de club versneld promoveren naar de Hoofdklasse vanwege de invoering van de Topklasse. In de Hoofdklasse eindigde de club de eerste drie seizoenen respectievelijk als negende, achtste en zevende. 
In het seizoen 2011/12 werd voor de tweede keer de club de finale van Districtsbeker gehaald. Deze werd na verlenging verloren van Kozakken Boys. In het seizoen daarop werd Topklasser EVV in de KNVB beker uitgeschakeld waarna Kloetinge thuis verloor van SC Telstar. Na nog twee seizoenen in de Hoofdklasse volgde weer een degradatie, waardoor Kloetinge op het derde amateurniveau terechtkwam. Sinds 2015/16 wordt in de Eerste klasse gespeeld, maar al snel lanceerde men het Project 2020, met als doelstelling het behalen van de Hoofdklasse uiterlijk in het jaar 2020.
Mede door de coronapandemie werd tot tweemaal toe een seizoen geannuleerd, zodat Kloetinge pas in het seizoen 2021/22 kampioen kon worden in de Eerste klasse B na een 3-1-zege in de derby tegen VV Terneuzense Boys. Daarmee keerden de groen-witten na zeven seizoenen terug in de Hoofdklasse, dat zou worden omgedoopt in Vierde divisie. Daarin ging het voor het eerst in de geschiedenis in competitieverband spelen tegen GOES, de dichtstbijzijnde voetbalclub vanaf het Wesselopark. Het debuutjaar werd meteen afgesloten met een kampioenschap, waardoor voor het eerst de Derde divisie werd bereikt. Sinds de invoering van de Tweede divisie (in 2016) is dat het tweede amateurniveau. In deze divisie komt Kloetinge door een vernieuwde opzet voor het eerst ook clubs tegen die op zondag voetballen. Echter is Kloetinge een van de principiële zaterdagclubs waardoor zij nooit op zondag hoeven uit te komen. Vaak worden uit-wedstrijden tegen zondagclubs op de zaterdagavond afgewerkt.   

### Erelijst
kampioen Vierde divisie A: 2023
kampioen Eerste klasse: 2005, 2022
kampioen Derde klasse: 1987, 1990
finalist Districtsbeker Zuid-I: 2009, 2012

### Competitieresultaten 1969–heden
| 2 4B |

| 7 4B |

| 12 4B |

|  |

| 7 4B |

| 2 4B |

| 6 3A |

| 4 3A |

| 5 3B |

| 5 3B |

| 4 3B |

| 3 3B |

| 10 3A |

| 3 3B |

| 8 3B |

| 6 3A |

| 7 3A |

| 10 3A |

| 1 3A |

| 6 2A |

| 11 2A |

| 1 3A |

| 6 2A |

| 4 2A |

| 3 2A |

| 2 2A |

| 2 2A |

| 6 1B |

| 14 A |

| 2 1C |

| 6 B |

| 4 B |

| 5 B |

| 2 B |

| 4 A |

| 13 A |

| 1 1C |

| 10 A |

| 10 B |

| 14 B |

| 3 1C |

| 3 1C |

| 9 B |

| 8 B |

| 7 B |

| 11 B |

| 12 B |

| 5 1C |

| 2 1C |

| 3 1B |

| 2 1B |

| 1* 1C |

| 10* 1B |

| 1 1B |

| 1 4A |

| 12 B |

| 4 B |

2005: de beslissingswedstrijd om het klassekampioenschap in zaterdag 1C werd op 30 april bij SEOLTO met 5-2 (na verlenging) gewonnen van VV Rijsoord.
| Derde divisie | Hoofdklasse / Vierde Divisie | Eerste klasse | Tweede klasse | Derde klasse | Vierde klasse |

In elke staaf van de grafiek staat van boven naar beneden vermeld: 
- Eindnotering

Dit is de positie die de club heeft bereikt in de competitie, zonder eventuele beslissings-, play-off- of nacompetitiewedstrijden die nodig zijn geweest om bijvoorbeeld de kampioen van de competitie te bepalen.
Indien een * achter het getal staat is de notering een tussenstand en kan het zijn dat de notering niet overeenkomt met de uiteindelijke eindstand van de competitie.
Staat er een - dan is het seizoen nog bezig en is er geen definitieve uitslag bekend.
Staat er xx op de positie van de notering, dan heeft de club vroegtijdig de competitie verlaten. Dit kan onder andere komen door terugtrekking van het team, faillissement van de club of door een uitgedeelde straf van de KNVB. In veel gevallen staat elders in het artikel de reden vermeld.
Staat er een ? dan is het resultaat uit het verleden onbekend, en is alleen de competitie of het niveau bekend van dat seizoen.
In de seizoenen 2019/20 en 2020/21 werd wegens de coronacrisis het amateurvoetbal afgebroken. Daardoor kennen deze staven geen eindklassering (middels -- weergegeven).
- Competitieniveau en afdelingsletter of Officiële eindstand Eredivisie
  - Competitieniveau en afdelingsletter

Hierbij geeft het getal het niveau weer, dat ook terug te vinden is in de legenda. De letter is de afdelingsaanduiding en wordt gebruikt wanneer er meer afdelingen zijn op hetzelfde niveau. De afdelingsletter is altijd een hoofdletter en wordt meestal zonder nummer gebruikt.
Voorbeeld: 2F is niveau 2e klasse competitie F.
Het competitieniveau en nummer wordt niet vermeld wanneer er slechts één competitie van dit niveau was.
  - Officiële eindstand Eredivisie (getal staat tussen haakjes vermeld)

Sinds de introductie van play-offwedstrijden voor Europees voetbal na afloop van de reguliere competitie in 2005/06, is de KNVB verplicht een eindstand van de Eredivisie door te geven aan de UEFA aan de hand van deze play-offwedstrijden.
Bij deze eindstand staan clubs die zich hebben gekwalificeerd voor Europees voetbal hoger dan clubs die zich niet wisten te kwalificeren. Indien er geen verschil was tussen de eindnotering en de officiële eindstand, staat dit getal niet vermeld.

- Onderafdeling

Hier staat afgekort de naam van de onderafdeling indien de club in dat jaar in een onderafdeling uitkwam. Tevens staat deze afkorting in de legenda en wordt gelinkt naar het artikel over deze onderafdeling. Deze afkorting wordt alleen vermeld wanneer de club in het verleden in verschillende onderafdelingen heeft gespeeld. Deze vermelding is in de staaf altijd in kleine letters. Deze onderafdelingen zijn na het seizoen 1995/96 afgeschaft. Heeft de club in slechts één onderafdeling gespeeld, dan is dit alleen terug te vinden in de legenda.
Onder de staaf staat het jaartal vermeld waarin het seizoen is afgesloten. 15 verwijst naar het seizoen 2014/15 of eventueel het seizoen 1914/15.
Wanneer een staaf leeg is, zijn deze gegevens niet bekend. Het kan ook zijn dat de club dat seizoen niet heeft meegespeeld op het hogere amateurniveau, vroegtijdig de competitie heeft verlaten of uit de competitie is gezet.

In het seizoen 1944/45 was er wegens de Tweede Wereldoorlog geen regulier competitievoetbal.

### Kloetinge in de KNVB Beker
Dit schema laat de resultaten zien van Kloetinge tegen profclubs in de KNVB Beker.
| Seizoen | Ronde    | Wedstrijd                  | Uitslag |
| ------- | -------- | -------------------------- | ------- |
| 1999/00 | Groep 12 | TOP Oss - Kloetinge        | 5-4     |
| 1999/00 | Groep 12 | Kloetinge - NAC Breda      | 0-6     |
| 2000/01 | Groep 5  | RBC Roosendaal - Kloetinge | 8-0     |
| 2001/02 | Groep 6  | Kloetinge - RBC Roosendaal | 1-3     |
| 2001/02 | 2e ronde | Kloetinge - FC Groningen   | 1-4     |
| 2002/03 | Groep 8  | RBC Roosendaal - Kloetinge | 2-1     |
| 2003/04 | 2e ronde | Kloetinge - FC Twente      | 0-3     |
| 2012/13 | 2e ronde | Kloetinge - Telstar        | 0-4     |

## Zeeuwse Klassieker tegen HSV Hoek
Sinds de jaren negentig is de voetbalwedstrijd tussen VV Kloetinge en HSV Hoek uitgegroeid tot de Zeeuwse Klassieker. Beide ploegen waren sinds die tijd de hoogst spelende voetbalverenigingen in de provincie Zeeland. 
De twee rivalen stonden al zestig keer tegenover elkaar. Voor het eerst was dat op 30 september 1967, toen Hoek met 8-1 won. Er werd later dat seizoen wel revanche genomen in eigen huis door met 7-2 te winnen van de Zeeuws-Vlamingen.
De wedstrijden krijgen ruime media-aandacht en er wordt live verslag gedaan door Omroep Zeeland. Naast media-aandacht komen er ook veel toeschouwers naar de wedstrijd. Het toeschouwersrecord werd behaald in 2024 toen er 3000 supporters afkwamen op de wedstrijd VV Kloetinge - HSV Hoek. 

### Overzicht
| Club         | Wedstrijden | Winst | Gelijk | Verloren | DPV | DPT | DS  |
| ------------ | ----------- | ----- | ------ | -------- | --- | --- | --- |
| VV Kloetinge | 60          | 14    | 20     | 26       | 76  | 108 | -32 |
| HSV Hoek     | 60          | 26    | 20     | 14       | 108 | 76  | +32 |

## Bekende (oud-)spelers en trainers

### Spelers
- Yassine Azzagari
- Istvan Bakx
- Julius Bliek
- Emiel Dorst[2]
- Ruben Hollemans
- Arjan Human
- John Schot
- Rogier Veenstra

### Trainers
- Dolf Roks
- Kees Zwamborn

VV GOES · VV 's-Heer Arendskerke · VV Kloetinge · SSV '65 · VV Wolfaartsdijk
Voormalig: SV Robur